# Kościół św. Mateusza Apostoła i Ewangelisty w Poznaniu
Kościół św. Mateusza Apostoła i Ewangelisty w Poznaniu – rzymskokatolicki kościół parafialny, zlokalizowany w Poznaniu, na osiedlu Orła Białego, na Żegrzu, na osiedlu administracyjnym Żegrze.

## Historia
W połowie lat 80. XX w. wraz ze szybkim wzrostem liczby mieszkańców na osiedlu Związku Młodzieży Polskiej (obecnie Orła Białego) odczuwalna stała się potrzeba budowy kościoła. Osiedle ZMP należało wtedy do parafii pw. Najświętszej Bogarodzicy Maryi mającej swą siedzibę na sąsiednim osiedlu Związku Walki Młodych (obecnie Stare Żegrze). Starania o przyznanie placu pod budowę i o pozwolenie na budowę kościoła na osiedlu ZMP prowadzone były dwutorowo. Z jednej strony starania takie czyniła Kuria Metropolitalna i także osobiście ks. abp Jerzy Stroba. Z drugiej strony grupa mieszkańców osiedla niezależnie przeprowadziła w czerwcu 1987 akcję zbierania podpisów pod apelem do wojewody poznańskiego o zarezerwowanie placu pod budowę, który to apel podpisało ponad 1200 mieszkańców osiedla.
1 czerwca 1988 ks. Piotr Bydałek z parafii św. Jana Jerozolimskiego otrzymał polecenie zorganizowania parafii i rozpoczęcia budowy nowego obiektu sakralnego na Żegrzu. Nowy ośrodek duszpasterski na os. Orła Białego otrzymał wskazanie lokalizacyjne wojewody poznańskiego na budowę kościoła z zapleczem katechetyczno-mieszkalnym 20 września 1988. Na wniosek biskupa Stanisława Napierały władze miejskie wydały zgodę na ogrodzenie terenu i poświęcenie krzyża, aby można było odprawiać msze polowe. Pierwsza msza święta odprawiona została 2 września 1989  przez ks. biskupa Zdzisława Fortuniaka. Poświęcił wtedy plac i krzyż. Na początku na miejscu przyszłego kościoła ustawiono prowizoryczną wiatę, która służyła skromną ochroną księżom podczas sprawowania liturgii. Od tej pory w każdą niedzielę, aż do 1991,  bez względu na pogodę o godz. 15:00 na placu odprawiano dwie msze św. i różaniec. Budowę rozpoczęto na początku maja 1990 od budynku, w którym docelowo miały być mieszkania księży i salki parafialne, a w którym zorganizowano kaplicę. Pierwszą cegłę położono 6 czerwca tegoż roku. W dniu 1 grudnia 1991 ks. prałat Bolesław Jurga podczas pierwszej mszy świętej w kaplicy, dokonał jej poświęcenia. Parafię pw. św. Mateusza Apostoła i Ewangelisty erygowano 1 maja 1992 dekretem ks. arcybiskupa Jerzego Stroby. Pierwszym proboszczem został mianowany ks. Piotr Bydałek. W 2001 świątynia wzbogaciła się o organy elektroniczne. Część funduszy na zakup instrumentu zebrano podczas koncertów chóralnych Poznańskich Słowików w Niemczech, a część zebrał proboszcz niemieckiej parafii w Loxstedt, ksiądz Marian Talaśka.

## Opis
Wykonanie projektu całego zespołu zlecono architekt Barbarze Namysł. W projektowaniu wnętrza uczestniczył ks. mgr Michał Kamiński. Zespół sakralny, składający się z budynku katechetyczno-mieszkalnego i kościoła, leży na skarpie ciągnącej się wzdłuż ul. Żegrze, (wtedy Jedności Słowiańskiej), przy wjeździe na osiedle. Część katechetyczno-mieszkalna jest usytuowana równolegle do drogi dojazdowej na osiedle, zaś kościół ustawiono doń pod kątem i połączono skrzydłem mieszczącym zakrystie. Między budynkami znajduje się dziedziniec, który zamyka ogrodzenie, będące przedłużeniem ściany frontowej kościoła. Bryła kościoła nawiązuje formą do tradycyjnego budownictwa sakralnego. Poprzez zrównoważone proporcje i dobór materiałów wykończeniowych elewacji, łagodnie odcina się od tła wielkopłytowych bloków, które ją otaczają. Kościół wybudowano na planie prostokąta, z niskimi wieżami po bokach fasady frontowej. Fasada posiada pośrodku wielkie okno z wkomponowanym w nie krzyżem. Świątynia w układzie bazylikowym o trzech nawach, z prezbiterium na krańcu nawy głównej. Po drugiej stronie nawę zamyka empora. Strefa liturgii eucharystii jest umieszczona osiowo na podwyższeniu z czterech stopni. Na osi tylnej ściany prezbiterium znajduje się trójkątna nisza, od góry zwieńczona okienkiem będącym źródłem światła doświetlającego ołtarz. Pośrednio strefę tę rozjaśniają dwa wysokie okna umieszczone w uskokach ścian bocznych. Źródłem światła w nawie są okna umieszczone w ścianach bocznych wież. Po prawej stronie prezbiterium znajduje się trójkątna kaplica matki i dziecka. 
Pośrodku prezbiterium krzyż z rzeźbą ukrzyżowanego Chrystusa autorstwa Macieja Świerzyka. Na ścianach nawy, blisko prezbiterium z lewej strony, obraz z wizerunkiem św. Mateusza, a po prawej obraz Matki Boskiej Nieustającej Pomocy, wykonane przez Bogdana Puchalskiego. Poniżej wizerunku patrona kościoła wmurowano cztery kamienie: z Kafarnaum, góry Nebo, Góry Kuszenia i Salerno koło Neapolu. Na bocznej ścianie nawy znajduje się glob ziemski wykonany z marmuru, na którym umieszczono obrazy Bogdana Puchalskiego: Miłosierdzia Bożego, św. Faustyny i Jana Pawła II. Stacje drogi krzyżowej wykonał Jacek Nowak. Witraże z symbolami Matki Bożej, kościoła oraz chleba i wina zaprojektowane zostały przez Andrzeja Ciesielskiego, autorem jest Krzysztof Mazurkiewicz. 
Wejście do kaplicy z wejściem głównym do kościoła łączy zadaszone przejście tworzące podcień. Na chór prowadzą schody znajdujące się w dwóch wieżach bocznych dostępnych z kruchty kościoła. Elewacja frontowa, wieże, dolne poziomy budynku oraz część środkowa prezbiterium wykończone są cegłą klinkierową spoinowaną w układzie cegieł wozówkowym. Powyżej cegły położono tynk szlachetny ciągniony biało-kremowy. Stolarka okienna utrzymana jest w kolorze ciemnego brązu. W obramieniach okien nad wejściem, w opaskach wokół okien oraz w reliefie na ścianie prezbiterium pozostawiono surowy beton. Dach kościoła wraz z wieżami pokryto blachą cynkową płaską układaną na zakład.

## Galeria

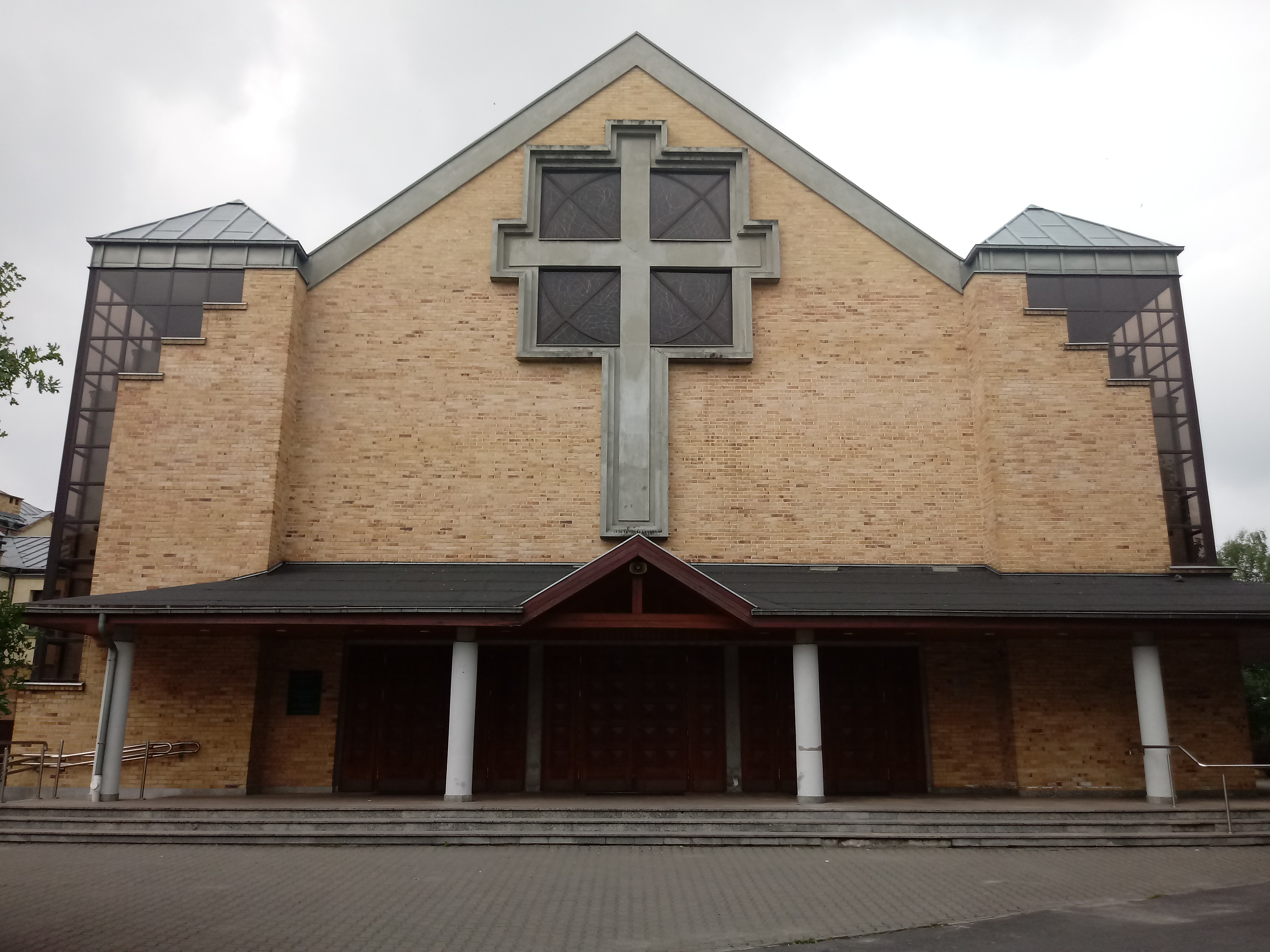
Wejście główne do kościoła, od wschodu
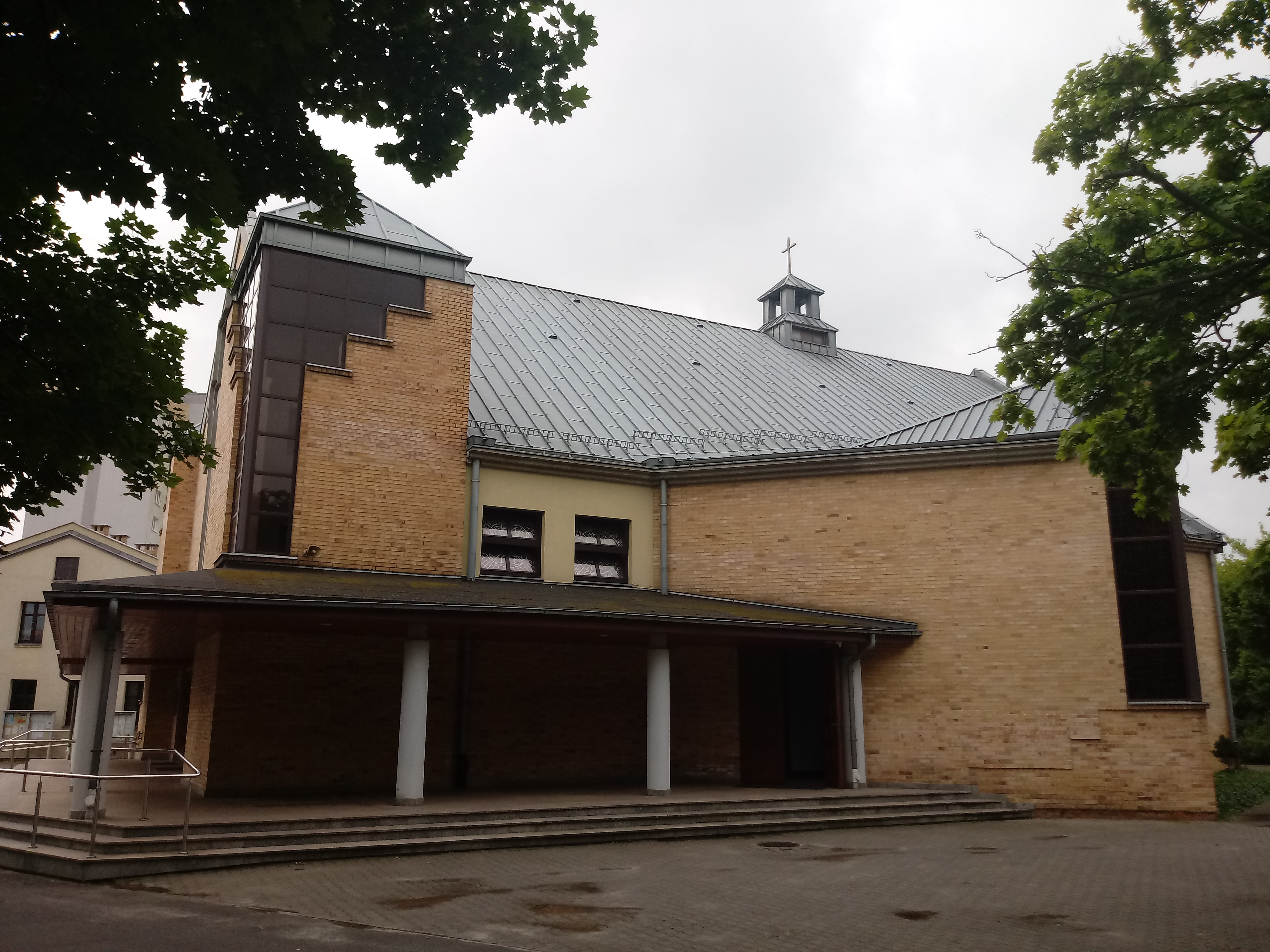
Widok od strony północnej
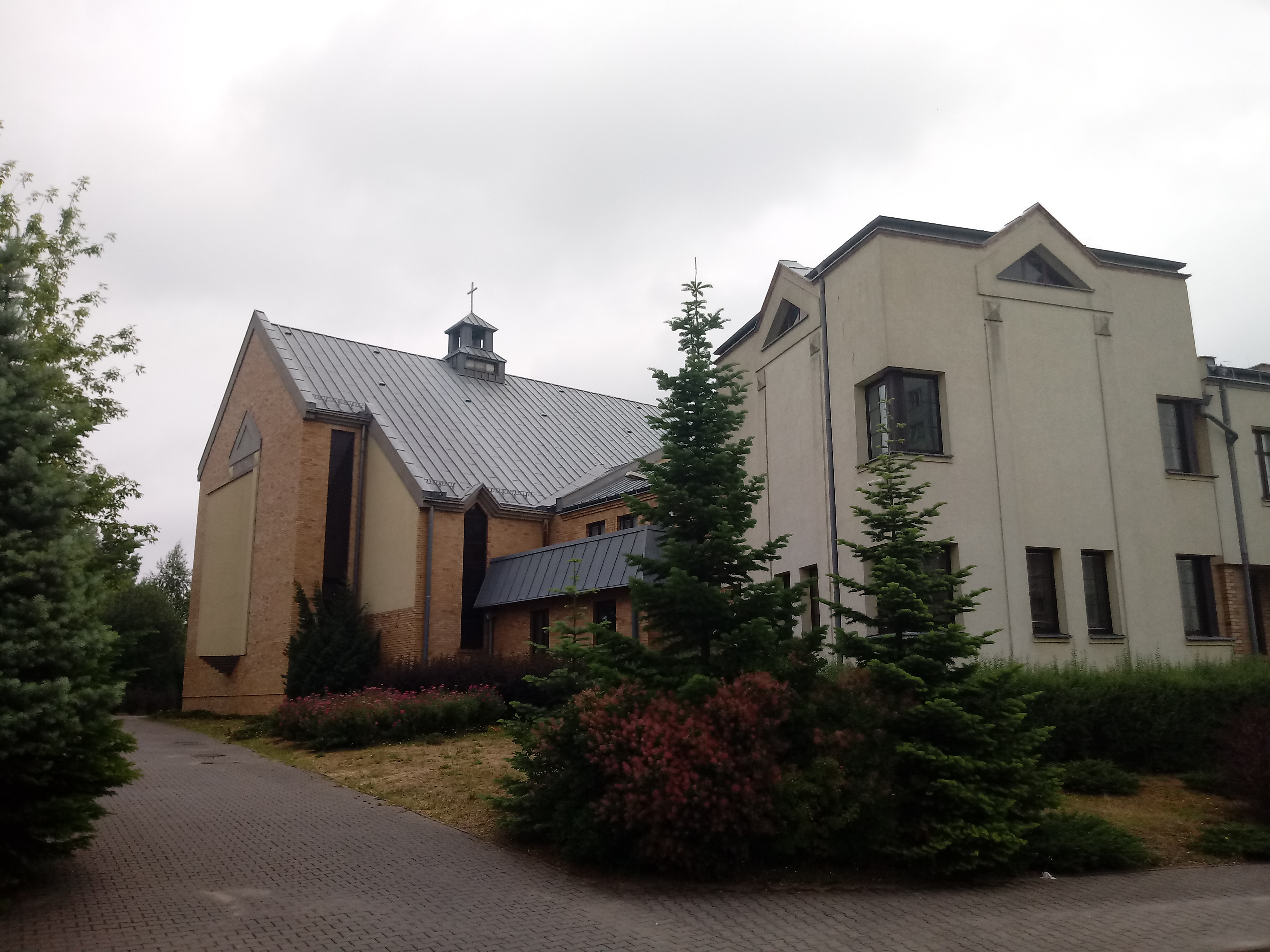
Widok od strony południowo-zachodniej, po prawej część domu parafialnego